# Spean Praptos

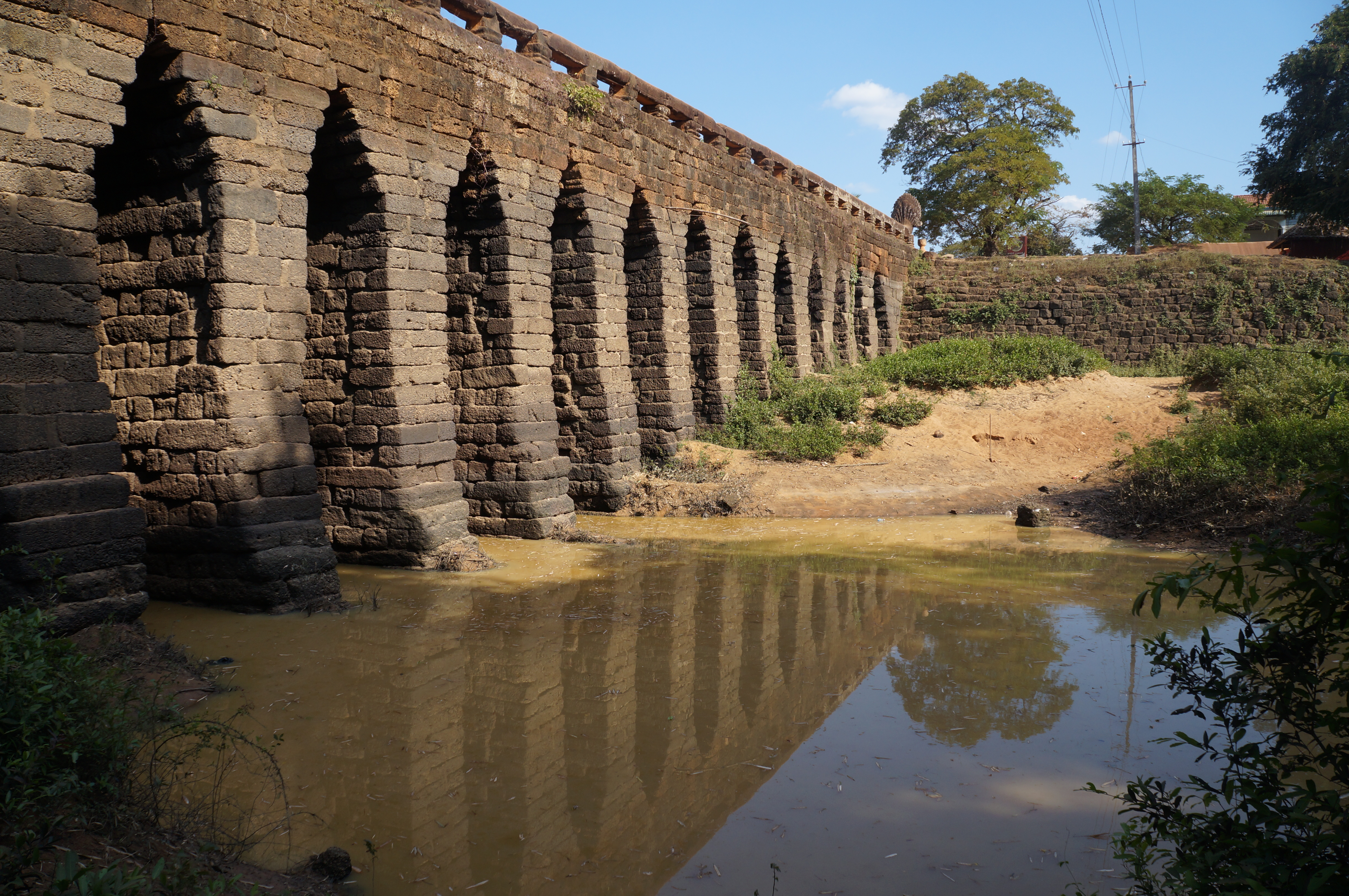
Le pont Spean Praptos

Le pont Spean Praptos, est l'un des ponts les mieux conservés du Cambodge. Aussi appelé Phra Phutthos, il fut construit sous le règne du roi Jayavarman VII à la fin du XIIe siècle (entre 1181 et 1220), à la sortie du village de Kampong Kdei.
Il est au kilomètre 45 de la route nationale RN6 au sud-est de Siem Reap. D'autres ponts ont été bâtis sur ce même modèle, ils sont visibles sur le site d'Angkor à Spean Memai et à Spean Thma.
Le pont Spean Praptos s'étend sur une longueur de 84 mètres et sur une largeur de 14,7 mètres, au-dessus de la rivière Chi Kreng. Sa construction a été entièrement réalisée avec des blocs de latérite séchée. L'architecture est faite de vingt-et-une arches en encorbellement, les plus grandes ont une portée de deux mètres et s'élèvent sur une hauteur de 5 mètres. Les assises du pont reposent sur d'épais pilastres de 1,30 mètre et une balustrade composée de nāgas en grès sert de parapet. 
La balustrade est délimitée à chacun de ses coins par d'énormes statues du roi serpent le grand nâga à sept têtes Muchalinda. L'histoire raconte que lors d’une inondation survenue près d'Ajapālanigrodha dans la forêt d'Uruvelā de Bodh-Gaya, le seigneur Bouddha était resté plongé dans sa méditation. Le grand nâga, surgit d'entre les racines de l'arbre sous lequel priait le seigneur, pour s'enrouler en sept anneaux et déployer le capuchon de ses sept têtes afin d' assurer la protection du saint homme jusqu'à ce que les flots se retirent.
Le pont Kampong Kdei est considéré par les villageois comme un lieu sacré. De nombreuses personnes en quête de bonheur et de prospérité viennent déposer des offrandes et prier sur le pont chaque jour. Depuis 2005, le pont est interdit à la circulation automobile et une déviation sur un pont parallèle a été mise en place sur la RN6.
C'est une merveille d'ingénierie qui a été restauré entre 1964 et 1966 par les Français. Il a servi de décor naturel à de nombreux films, notamment celui des Deux Frères (Two Brothers, un film franco-britannique de Jean-Jacques Annaud, sorti en 2004. 
Le pont est l'objet d'un projet de restauration suivi par l'UNESCO.